# Syndrome émergent
 (avril 2020).
Si vous disposez d'ouvrages ou d'articles de référence ou si vous connaissez des sites web de qualité traitant du thème abordé ici, merci de compléter l'article en donnant les références utiles à sa vérifiabilité et en les liant à la section « Notes et références ».
Les syndromes émergents sont – à l'image des maladies émergentes – des syndromes qui semblent nouveaux, et qu'on suppose donc causés par l'évolution ou la modification d'un ou plusieurs facteurs de risque sanitaires (agent pathogène nouveau ou muté, parasite nouveau ou muté ou nouveau risque environnemental ou nouvelle exposition à ce risque.
Les syndromes émergents semblent souvent caractérisés par un développement rapide dans l'espace et dans le temps, mais avec une prévalence variant parfois fortement géographiquement.

## Types de syndromes émergents
On peut en distinguer deux catégories, aux caractéristiques épidémiologiques et aux modes de traitements très différents :
- ceux qui sont dus à un pathogène unique (VIH, virus du SRAS…) ; ils sont transmissibles par contagion, on parle alors de maladie infectieuse émergente.
- des syndromes non liés à des maladies infectieuses, encore mal compris, probablement l'expression de synergies entre notre métabolisme et des produits ou polluants présents à faible dose dans l'eau, l'air, le sol, la nourriture ou les boissons, voire dans certains produits tels que shampoings, cosmétiques ou dans certains médicaments dans les cas des syndromes qui semblent induits ou co-induits par des perturbateurs endocriniens. Ces syndromes sont dans tous les cas caractérisés par des interactions plus ou moins discrètes ou évidentes avec des composants de l'environnement.
- parmi les syndromes émergents non infectieux liés à une association conjoncturelle de causes, la neuropathie qui a émergé à Cuba après la chute de l'URSS et des Pays de l'Est, est un exemple très illustratif. Ce bouleversement politique a en effet indirectement engendré des déficits d'approvisionnement à Cuba, qui se sont traduits par des déficits nutritionnels assez sévères en antioxydants (vitamine B2 et caroténoïdes principalement). De tels déficits, combinant leur effet avec les actions prooxydantes du tabagisme et du soleil, structurellement très notables à Cuba, ont abouti à la plus grande épidémie de neuropathie (lésions rétiniennes et des nerfs périphériques) du XXe siècle, qui a touché plus de 55 000 personnes[1].

## Exemples (non limitatif)
- Syndrome métabolique
- Syndrome de dysgénésie testiculaire (TDS)
- Délétion de la spermatogenèse
- Maladies auto-immunes
- certains syndromes allergiques
- syndrome d’hypersensibilité chimique multiple
- Dermatoporose (Dermatoporosis pour les anglophones, syndrome de fragilité chronique cutanée)[2]
- abcès aseptiques corticosensibles associés aux entérocolopathies inflammatoires[3]

Syndrome induit par l'utilisation de nouveaux médicaments, avec par exemple ;
- Withdrawal emergent syndrome (WES)[4]
- Neuropathie émergente cubaine à allure épidémique (voir référence n°1).

## Aspects épidémiologiques
Ces syndromes sont généralement encore très mal compris du point de vue de leur épidémiologie, en raison d'une origine probablement multifactorielle et de l'absence de symptômes spécifiques. 
L'OMS et la FAO estiment que les zoonoses sont une source de maladies émergentes plus importantes que dans le passé en raison des déplacements et des échanges mondialisés et rapides qui augmentent certains risques épidémiques.

## Aspects éco-épidémiologiques
Certains se demandent si certains syndromes observés dans la nature ne sont pas à rapprocher de ceux qui affectent l'Homme, ou si tout au moins ils ne pourraient pas avoir des causes communes.
Exemples 
- Syndrome d'effondrement des colonies d'abeilles
- nombreuses anomalies génitales ou sexuelles observées dans la faune (escargots aquatiques exposés au tributylétain, coquillages, poissons, ours, alligators victimes de phénomènes de féminisations induites par des perturbateurs endocriniens)

### Géographie du risque
Une étude publiée début 2008 par Nature s'est appuyée sur ;
- une carte de danger ; celle des 335 foyers de maladie émergente (zoonoses uniquement) repérés de 1940 à 2005 ; Dans le monde, et du point de vue du nombre des émergences récentes, c'est en Europe, la zone allant du Kent à l'Allemagne en passant par la Belgique et le Nord de la France qui a été la plus exposée et qui constitue un Hotspot (point chaud)
- quatre cartes de risque, qui identifient des « hot-spots » (zones à haut risque);

Ces cartes de risques sont faites à partir de l’analyse des lieux et conditions d’apparition de ces maladies, et à partir de modèles informatiques prenant en compte les corrélations observées entre apparition de maladies émergentes et :
- activité humaine ;
- densité de population et/ou changement de population humaine ;
- latitude ;
- pluviométrie ;
- degré de richesse en biodiversité « sauvage ».

L’étude conclut que si l'Europe de l'Ouest et la côte est des USA ont été une zone de forte émergence depuis 50 ans, selon les modèles éco-épidémiologiques, c'est dans les pays tropicaux que le risque grandit le plus aujourd'hui (Asie du sud et de l'est, Afrique équatoriale) en raison des comportements humains et de l'accroissement exponentiel de la population dans ces zones. Si les cartes pointent l'Europe comme zone à haut risque, en données corrigées (zones tropicales à surpondérer car moins surveillées ; on y a probablement pas détecté certaines épidémies de ce type), les « points chauds » les pays les plus à risque seraient peut-être ceux de l'Afrique subsaharienne, l’Inde et la Chine. L'Asie du Sud et du Sud-Est sont deux zones à haut risque de début d’épidémie en raison d’une population dense et croissante, d’un mode de vie favorisant la promiscuité entre homme/animaux domestiques/animaux sauvages et d’une pression forte sur la forêt récente en Asie du sud-est et Amérique du sud, et déjà plurimillénaire en Chine). De plus les voyages augmentent de manière exponentielle dans ces pays. 

Des zones à haut risque, mais plus petites en surface (et a priori mieux équipées en moyens de détection précoce et de soins) existent aussi en Europe, Amérique du Nord.

## Causes et facteurs aggravants
Tout contexte d’instabilité écologique, paysagère, environnementale ou sociale (guerre, déplacements de réfugiés, appauvrissement de populations, etc.) peut favoriser une maladie émergente ou sa diffusion.
Les facteurs suivants semblent compter parmi les premières causes de prolifération des maladies infectieuses. 
Un des défis de la recherche est une meilleure pluridisciplinarité entre épidémiologistes et écologues et spécialistes des sciences sociales.

## Veille
La bonne gestion de crise sanitaire implique une veille (y compris prospective) dans le domaine éco-épidémiologique et écologique et une réactivité optimale.
Pour ce qui est de la veille spécifique reliée aux syndromes émergents, les autorités de santé animale de Belgique (CERVA / AFSCA) ont mis en place en 2009, en collaboration avec la recherche agronomique française (INRA), un système d'information épidémiologique dédié (émergences2). Ce système permet notamment d'apparenter, automatiquement et en temps réel via Internet et une procédure de classification hiérarchique, les syndromes cliniques d'origine indéterminée semblant relever d'un même processus étiologique et pouvant signer une émergence. Il s'agit, à travers émergences2, d'instituer une "veille sanitaire ouverte et interactive" aidant à la détection précoce des maladies et syndromes émergent, en vue d'optimiser leur contrôle.

## Aspectéthique
Lorsqu'il s'agit d'une maladie auparavant inconnue, mortelle et très contagieuse (ex : SRAS), les réactions individuelles et collectives habituelles peuvent ne plus être pertinentes. Les lois récentes (ou projets de loi) sur la bioéthique tentent de prendre ceci en compte (ex en France : révision de la loi sur la bioéthique a, adoptée mardi 22 janvier 2002).